# Castelo de Menstrie

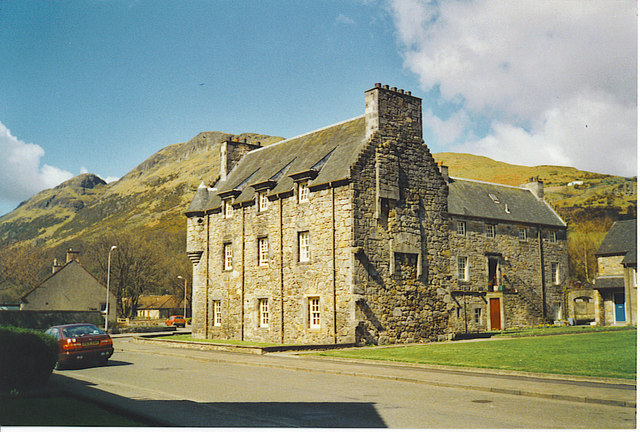
Castelo de Menstrie, Escócia.

O Castelo de Menstrie (em inglês:  Menstrie Castle) é um castelo localizado em Menstrie, Clackmannanshire, Escócia.
Encontra-se classificado na categoria "A" do "listed building" desde 9 de junho de 1960.